# Močvarna antilopa
Močvarna antilopa (lat. Kobus ellipsiprymnus) - velika antilopa, koja nastanjuje staništa u subsaharskoj Africi.
Močvarna antilopa visoka je 120–136 cm u ramenima. Dužina tijela kreće se od 140 do 240 cm, a rep je duljine 10–45 cm. Mužjaci teže 200 do 300 kg, a ženke 160–200 kg. Duge spiralne rogove imaju samo mužjaci.
Krzno je crvenkastosmeđe boje, a postaje tamnije s godinama. Imaju bijelu mrlju pod vratom i bijele pruge iznad stražnjice. Žlijezde znojnice močvarne antilope proizvode neugodan miris mesa antilope. U Africi predvladava mišljenje, da meso močvarne antilope nije jestivo, ali je ipak jestivo, samo ne osobito ukusno.
Močvarne antilopa žive u savanama i na područjima s puno grmlja. Hrane se travom. Unatoč svome imenu, nisu često u blizini vode, ali tamo će naći utočište u bijegu pred predatorima. Ženke se okupljaju u krda od stotina jedinki. Mužjaci imaju teritorij veličine oko 1,2 km². Oko 10. godine, obično izgube teritorij od mlađih mužjaka.

## Vanjske poveznice
Ostali projekti
|  | Zajednički poslužitelj ima stranicu o temi Močvarna antilopa    |
|  | Zajednički poslužitelj ima još gradiva o temi Močvarna antilopa |
|  | Wikivrste imaju podatke o taksonu Močvarna antilopa             |